# 頑強黎明蟹
頑強黎明蟹（学名：Matuta victor），又名勝利黎明蟹，俗稱潛沙蟹、沙隨，屬饅頭蟹總科黎明蟹科黎明蟹屬的动物。

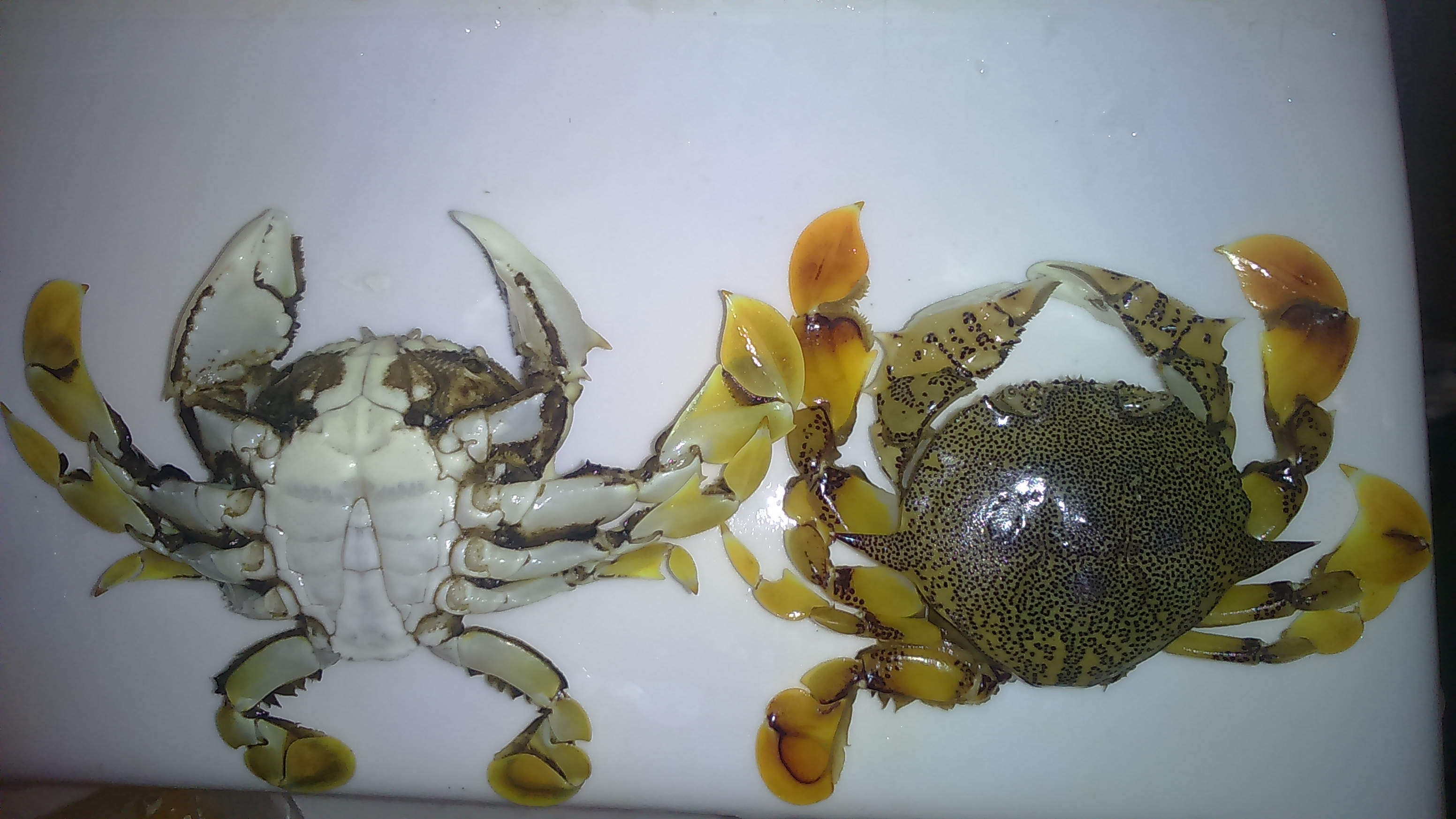
雄性個體正反面